# Racja
W każdym rozumowaniu odnaleźć można następujące elementy: racja i następstwo, przesłanka i konkluzja (wniosek).
Zdanie „A” jest racją zdania „B”, zaś zdanie „B” jest następstwem zdania „A” wtedy i tylko wtedy, gdy prawdziwość zdania „A” jest gwarancją prawdziwości zdania „B”.
Zdanie stanowiące podstawę do uznania (wyprowadzenia) innego zdania nazywa się przesłanką rozumowania, a zdanie uznane (wyprowadzone) na podstawie przesłanki rozumowania nazywa się konkluzją (wnioskiem) rozumowania (wyprowadzania).
Układ przynajmniej dwóch zdań powiązanych ze sobą jako przesłanki i konkluzje, racje i następstwa nazywany jest rozumowaniem w sensie logicznym.

## Literatura
- Tadeusz Kwiatkowski, Logika ogólna